# كأس جورجيا 2013–14
كأس جورجيا 2013–14 هو الموسم 24 من كأس جورجيا. أقيم خلال الفترة 21 أغسطس 2013 وحتى 21 مايو 2014، وأشرف على تنظيمه اتحاد جورجيا لكرة القدم، وكان عدد الأندية المشاركة فيه 28، وفاز فيه نادي دينامو تبليسي.